# Chlamydopsis leai
Chlamydopsis leai är en skalbaggsart som beskrevs av Oke 1923. Chlamydopsis leai ingår i släktet Chlamydopsis och familjen stumpbaggar. Inga underarter finns listade i Catalogue of Life.